# Lucie Žáčková

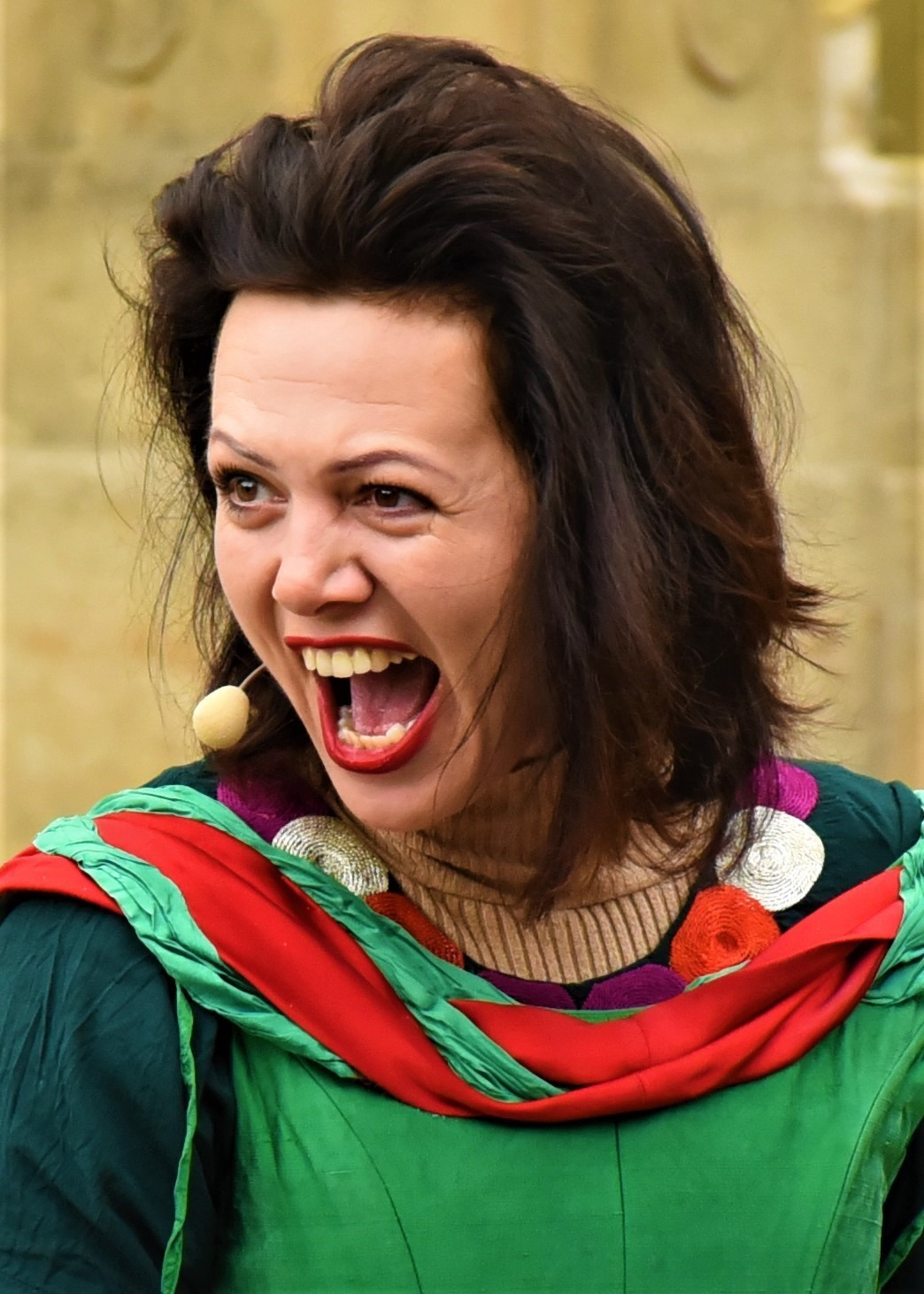
Lucie Žáčková im Jahr 2019

Lucie Žáčková (* 16. Februar 1978 in Ostrava, Tschechoslowakei) ist eine tschechische Schauspielerin.

## Leben
Lucie Žáčková wurde in Ostrava geboren und absolvierte später am dortigen Janáček-Konservatorium für Musik und Theater ein Schauspielstudium, welches sie im Jahr 2000 abschloss. Schon während ihres Studiums spielte sie in vielen Stücken am Divadlo Petra Bezruče mit und wurde 2003 mit dem Cena Thálie („Thalia-Preis“) als Beste Schauspielerin unter 33 Jahren und dem Cena Alfréda Radoka („Alfréd-Radok-Preis“) als Talent des Jahres ausgezeichnet. Sie hatte in der Spielzeit 2004/2005 ein einjähriges Engagement am Ostravaer Kammertheater Arena und wechselte 2005 dann für zehn Jahre an das Národní divadlo (Nationaltheater) in Prag. Sie ist auch als Filmschauspielerin tätig und wurde 2016 für ihre Rolle in dem 2015 veröffentlichten Film Kobry a uzovky mit dem Český lev („Böhmischer Löwe“) als Beste Nebendarstellerin ausgezeichnet.

## Filmografie
- 2006: Die Karamazows (Karamazovi)
- 2013: Revival
- 2015: The Snake Brothers (Kobry a uzovky)

## Auszeichnungen
- 2016: Český lev – Beste Nebendarstellerin (in dem Film Kobry a uzovky)[4]